# Distretto di Librazhd
Il distretto di Librazhd (in albanese Rrethi i Librazhdit) era uno dei 36 distretti amministrativi dell'Albania.
La riforma amministrativa del 2015 ha suddiviso il territorio dell'ex-distretto in 2 comuni: Librazhd e Përrenjas.
Era compreso nella prefettura di Elbasan, il territorio si trova nella parte centro-orientale del paese al confina con la Macedonia. 
Il suo capoluogo era la cittadina di Librazhd.

## Geografia antropica

### Suddivisioni amministrative
Il distretto comprendeva 2 comuni urbani e 9 comuni rurali.

#### Comuni urbani
- Librazhd
- Përrenjas (Prrenjas)

#### Comuni rurali
- Hotolisht
- Lunik
- Orenjë
- Polis
- Qendër Librazhd (Qender)
- Qukës
- Rrajcë (Rajce)
- Stëblevë (Steblebe)
- Stravaj (Stavraj)